# Skölddammlus
Skölddammlus (Badonnelia titei) är en insektsart som beskrevs av John Victor Pearman 1953. Skölddammlus ingår i släktet Badonnelia, och familjen skölddammlöss. Arten är reproducerande i Sverige.